# 색칠 책
색칠 공부(또는 색칠하기 책)는 독자가 크레용, 색연필, 마커 펜, 페인트 또는 다른 예술 매체를 사용하여 색상을 추가할 수 있는 라인 아트가 포함된 책의 유형이다. 성인을 위한 색칠 공부 책도 가능하지만, 색칠 책은 일반적으로, 어린이가 사용한다. 전통적인 색칠 책에서 색칠 공부 페이지는 종이 또는 카드에 인쇄되어 있다. 일부 색칠 책들이 페이지를 제거 및 개별 시트로 사용할 수 있도록 천공된 페이지로 구성된다. 어떤 사람들은 스토리 라인을 포함하고 그대로 유지하도록 제작된 것이다. 오늘날 많은 아이의 색칠 공부 책은 인기 만화 캐릭터를 갖추고 있다. 그들은 종종 애니메이션 영화에 대한 홍보 자료로 사용된다. 색칠 책은 또한 연결하는 점, 미로와 다른 퍼즐과 같은 다른 활동을 포함할 수 있다. 일부 색칠 공부 책은 스티커의 사용을 포함한다.

## 역사

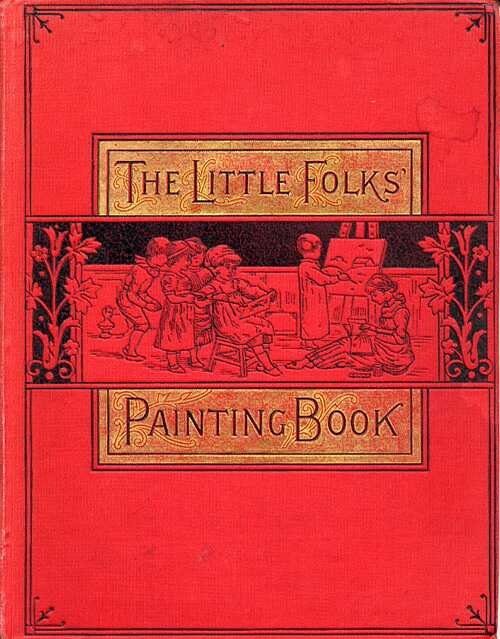
1879년, 작은 사람들 그림책

페인트 책과 색칠 공부 책은 영국의 작가 조슈아 레이놀즈가 강의에서 영감을 받아, 스위스 교육자 요한 하인리히 페스탈로치와 그의 학생 프리드리히 프뢰벨의 작품의 시리즈에서 "예술의 민주화"의 목적으로 미국에서 나왔다. 많은 교육자는 배경과 관계없이 학생들이 직업을 찾는 데 도움이 되도록 확실한 자신의 개념 이해를 증진, 자신의 인지 능력을 개발하고 능력을 향상하는 수단으로 예술 교육의 혜택을 주기 위해 책을 이용할 뿐만 아니라 아이들의 영적인 교화를 위해서도 사용했다. 1880년대에, 맥 로린 형제는 그들은 케이트 그리너웨이와 공동으로, 작은 밥상 ‘회화책을 만들어 색칠하기’ 책의 저자로 인정된다. 그들은 맥 로린 형제는 밀튼 브래들리 회사에 채용되었고 1920년대까지 색칠 공부 책을 출판하는 것을 계속했다.
장르의 또 다른 선구자는 리처드 F. Outcault였다. 그의 색칠 책은 1902년에 스톡스 회사가 출판하였다. 그 책은 버스터 브라운의 성격을 특징으로, 1907년 버스터의 페인트 책을 저술했다. 커피와 피아노 등을 포함한 제품의 다양한 광고를 색칠 책을 사용하는 경향이 시작했다. 1930년대까지, 책은 착색(Coloring) 대신 페인트(Painted) 되는 의도로 설계되었다. 1930년대에 널리 크레용이 사용되어서도 페인트 또는 착색될 수 있도록 책이 설계되었다.

## 교육 용도

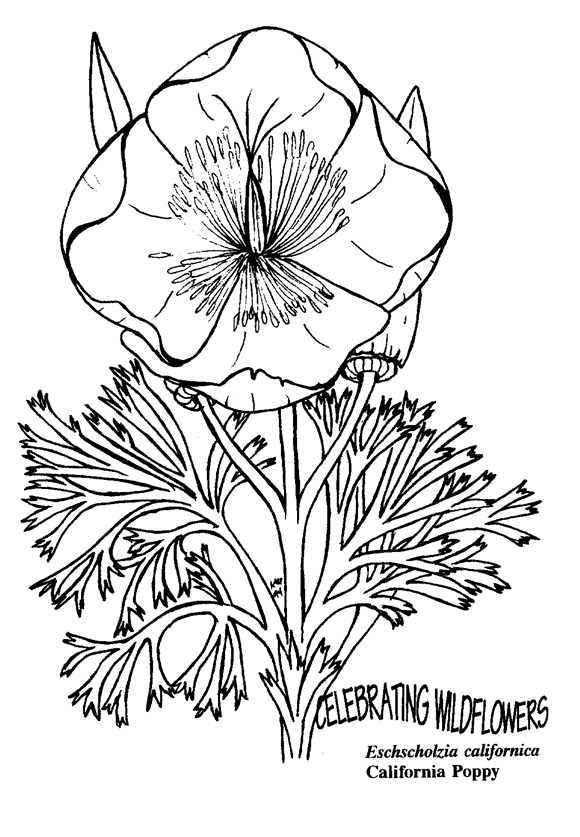
야생화 색칠 공부 책의 한 페이지인 "캘리포니아 양귀비"

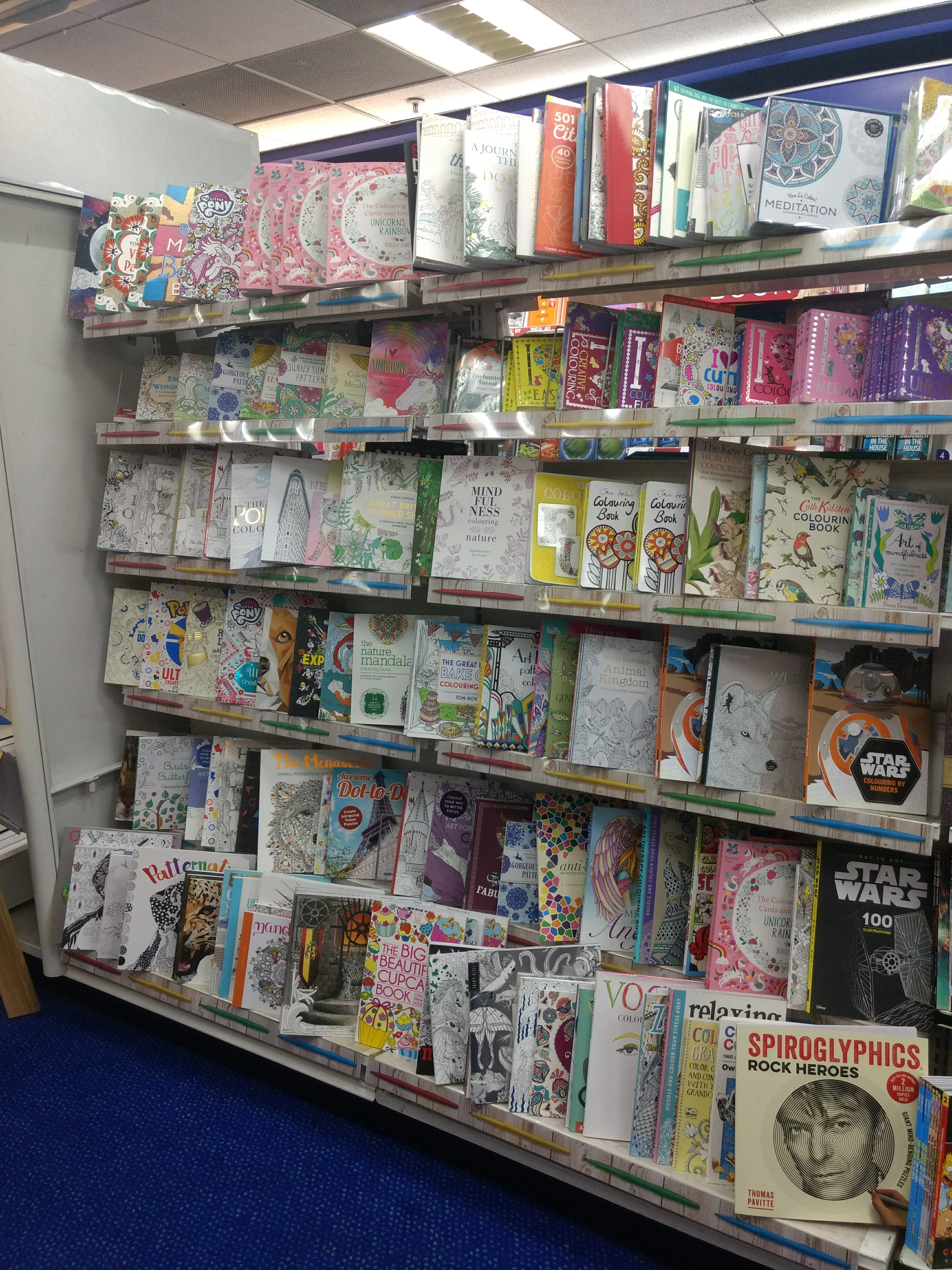
상점에 컬러링 북 전시

색칠 책은 여러 가지 이유로 어린 아이들을 위한 학교 교육에 널리 사용된다. 예를 들어, 아이들은 종종 색칠 공부 책보다는 다른 학습 방법을 사용하여 더 많은 관심을 가진다. 사진은 단순히 단어보다 더 기억에 남을 수 있는 점을 보면 알 수 있다. 주로 비언어적 매체로, 색칠 공부 책은 지시 또는 통신의 기본 언어를 이해하지 못하는 그룹이 대상인 교육에서 다양한 응용 프로그램으로 사용되었다. 이 예는 과테말라에서 아이들에게 "상형 문자와 마야 아티스트 패턴"에 대해 가르치는 데 색칠 책을 이용하는 것이 포함되었다. 또한, "농업 살충제가 일하던 곳에서 집으로 전송되는 경로에” 대해 농장 노동자의 자녀 교육을 위한 색칠 책을 생산되었다. 또한 색칠 책은 학생들의 개념 이해를 위한 동기를 부여하는 데 도움이 된다고 알려졌다.
그들은 이러한 로저 버로우즈의 알테어 디자인에서와같이 창의성과 기하학의 지식을 개발하기 위한 교육의 보조 도구로 사용되어왔다.
1980년대 이후, 여러 출판사에서 많은 상세한 다이어그램의 색상 코딩 학습 보조로 사용되는 해부학과 생리학, 같은 대학원 수준의 주제의 공부를 위한 교육용 색칠 공부 책을 생산하고 있다. 예를 들면 윈 카핏과 로렌스 엘슨 하퍼 콜린스 (1990)가 베냐민 커밍스 (2000년대)에서 발행한 해부학 색칠 공부 및 후속책 시리즈가 있다.
일부 출판사는 특히 어린이와 어른 모두를 명시적 교육 목적으로 사용할 수 있는 색칠 책을 출판했다. 이 책은 종종 광범위한 텍스트와 그에 대한 각각의 이미지를 동반했을 것이다. 이런 책을 출판하는 출판사는 도버 북스(Dover Books), 리얼리 빅 컬러링 북스(Really Big Coloring Books), 러닝 프레스(Running Press), , 트러바도 프레스(Troubador Press) 등이 있었다.

## 건강 및 치료 용도
색칠 책은 교육 도구로 건강 분야에서 다양한 응용 프로그램으로 사용되었다. 한 간호사는 아이 수술의 외상을 제한하기 위해 노력하고, 그녀는 학술지에서 색칠 책의 사용 방법을 "아이가 그에게 무슨 일이 있었는지 이해하기 위한 도구로 도움이 될 수 있다."로 설명했다. 또한, 색칠 책은 사고 피해자의 재활은 손과 눈의 조정 복구를 지원하기 위해 이용된다. 그리고 그 책은 자폐증 아이들에게 오락과 진정 효과를 주기 위해 사용된다. 성인에게 색칠 책의 장점 중 하나는 사용자가 휴식과 스트레스 감소에 도움을 주는 것이다.

## 정치적 사용
2011년 8월 미국 제작사 리얼리 빅 컬러링 북스(Really Big Coloring Books)는 "우리는 결코 잊지 못한다: 자유의 어린이 도서"를 발표했다. 이 책은 SEAL 팀 6가 오사마 빈 라덴 집에서 그를 쏘는 장면에 대한 특정 그림을 자세히 설명한다. 이 책은 부정적인 방식으로 이슬람교를 묘사에 대한 몇 가지 비판했다.
색칠 책은 정치적 목적을 위해 사용됐다. 1968년 블랙 판다 색칠하기 책은 미국에서 유행하기 시작했다 이 책은 흑인 남성과 경찰처럼 옷을 입고 돼지를 죽이는 아이들을 표현하고 있다. 그것은 조직, 다른 당이 이의를 제기하는 주장을 불신하는 블랙 판다 당이 아니라 연방수사국의 코인텔프로(COINTELPRO) 프로그램이 행해진 것으로 주장된다.
"색칠 공부"의 용어 및 개념은 여성 역량 강화의 도구로 여성 아티스트 티 코린이 채택하였다. 코린은 그녀가 여성 성기의 연필 스케치를 한 다음 카드 용지에 인쇄했다. 그녀는 ‘컨트(Cunt)’ 색칠 책으로 1975년에 그녀의 컬렉션을 발표했다.
그녀는 "성기라는 단어는 편안한 단어는 아니지만, 다른 이름들은 정말 맞지 않았다. 특히, 두음법은 좋았다. 우리는 자녀들에게 세계를 알게 하려고 색칠공부와 성기에 대한 길거리 용어를 결합하는 아이디어를 좋아했다."고 했다.
1962년, 만화가 모트 드러커는 색칠 공부를 만드는 유머 작가 폴 Laikin와 협력하여 2,500,000의 존 F. 케네디 사본을 판매했다.

## 미술
작가 Jno Cook은  로버트 프랭크의 The Americans를 기준으로 라인 드로잉을 제작하고, 로버트 프랭크 색칠 공부 등의 한정판을 발표했다. 자 프랭크의 작품의 회고전의 카탈로그 작업을 작가에 대한 선호로 예술의 국립 미술관이 이미지를 사용했다.

## 성인 색칠 공부 책

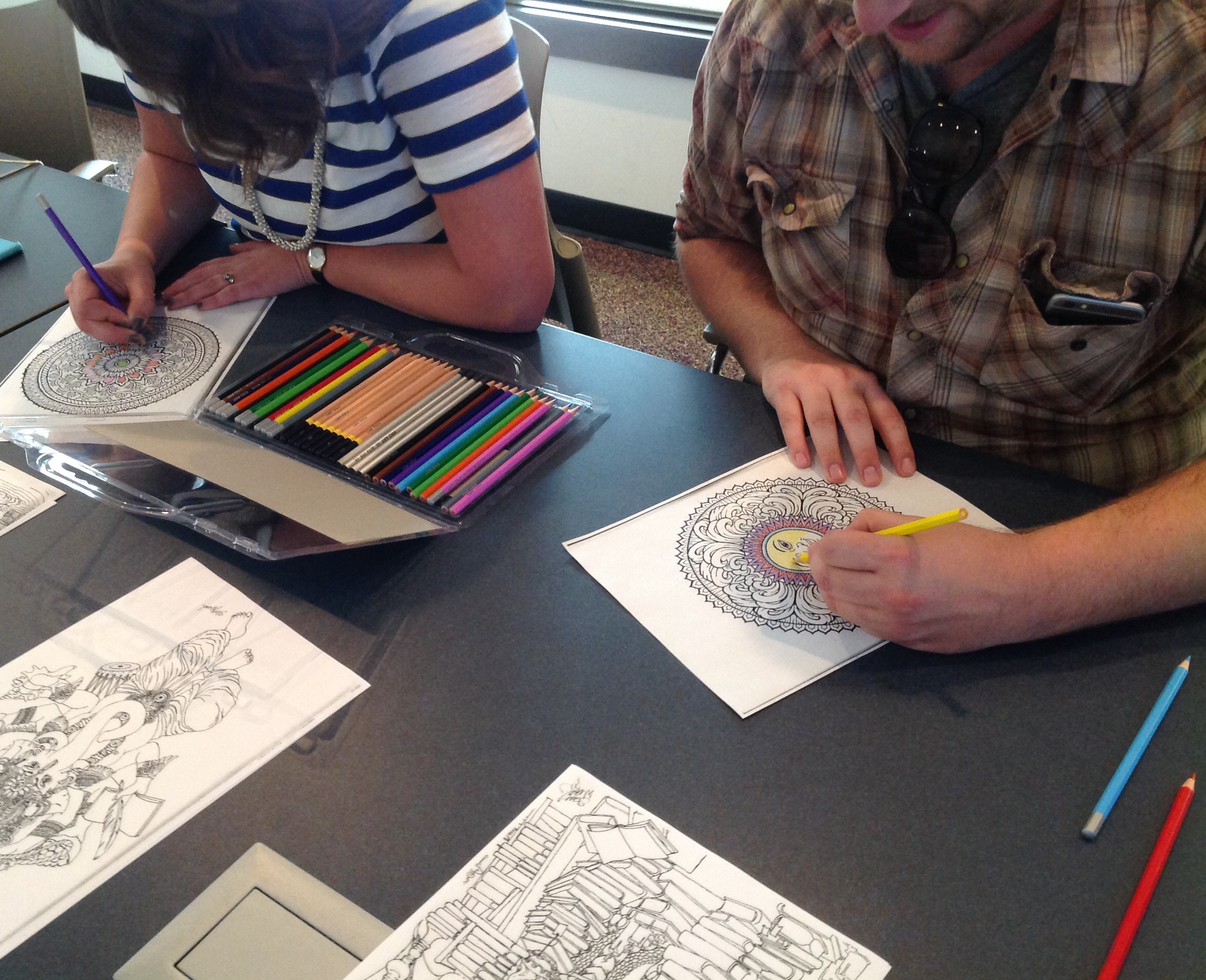
도서관 프로그램에서 색칠하는 어른들

2015년이 시작되면서 성인을 위한 색칠 공부 책의 인기가 증가하기 시작했다. 그 해 4월에 이 같은 2개의 색칠 책이 상위 셀러로 아마존에 올랐다. 11월에는 상위 10개 중 9항목이 색칠 책인 것으로 Amazon.ca가 보고하였다. 또한 그달 크레욜라는 성인 색칠 공부 책의 그들의 라인을 제공하기 시작했다.
성인 색칠 책은 인쇄할 수 있지만, 점점 온라인 색 수의 전자책, 디지털 응용 프로그램, 색칠 페이지를 통해 디지털로 제공되고 있거나 다운로드할 수 있게 되었다. 스트레스 감소, 휴식 효과와 사용자가 작업한 것을 저장하고 공유할 수 있다는 것은 전자 색칠 책의 인기에 이바지하게 되었다. 워싱턴 포스트에서 도미닉 벌수토는 디지털 구매의 유행이 장르를 전파하는 것을 도와준다. 고객들이 실제 생활에서는 구매하는 것이 당황스러워서 상대적 익명의 특성들이 더욱 안전함을 추구하는 책이라 느끼게 한다고 이론화한 것을 썼다.
2016년까지, 전 세계적으로 색연필을 공급하는 파버카스텔이 이 열풍으로 인해 제품 수요를 따라가지 못하는 어려움을 겪고 있다고 보고되었으며, 블루 스타 컬러링은 1년 만에 백만 권 이상의 타이틀을 판매했다.

## 주목할만한 아티스트
- 조한나 배스포드(Johanna Basford)
- 로저 버러우스(Roger Burrows)
- 루스 헬러(Ruth Heller)